# Kanzlersgrund-backarna

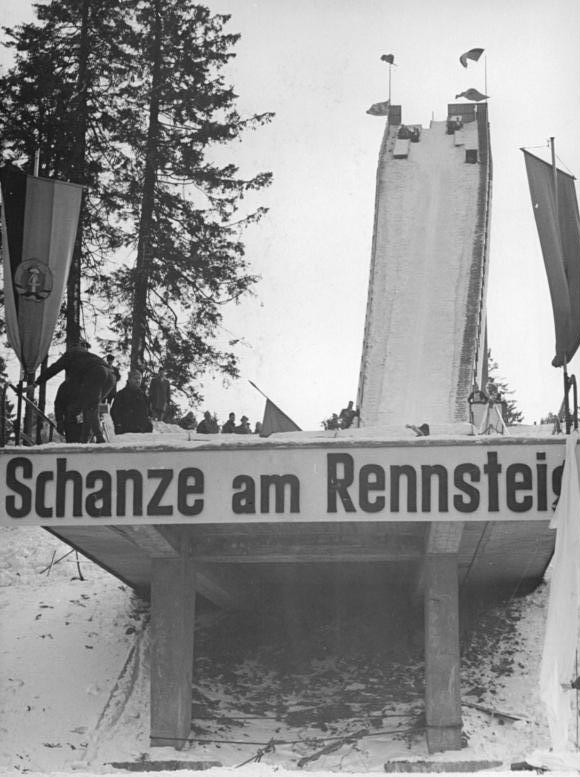
Från invigningen av Schanze am Rennsteig 1964

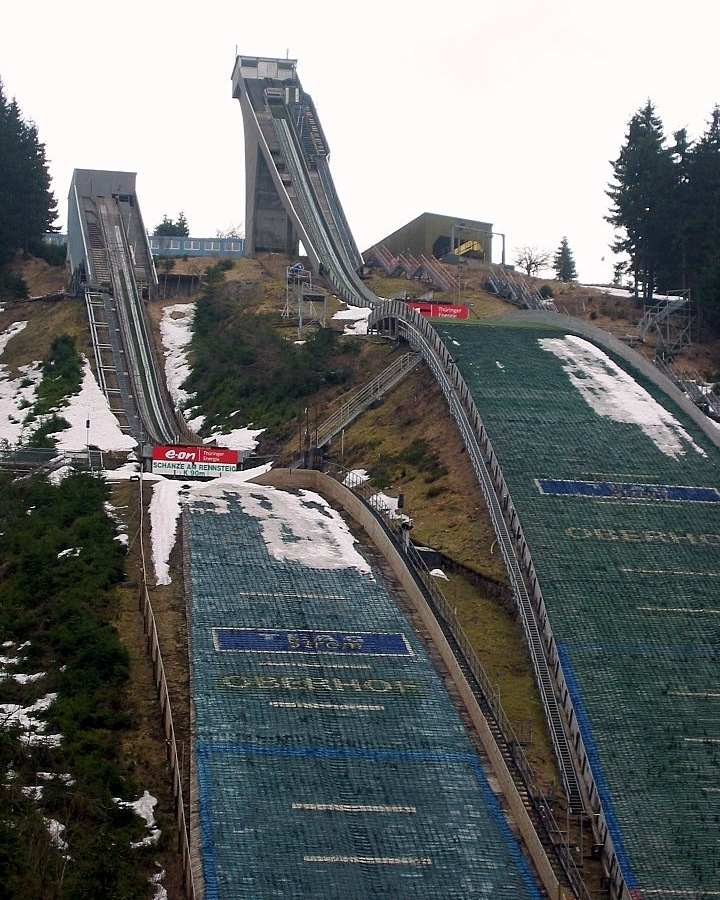
Kanzlersgrund-backarna april 2006

Backanläggningen i Kanzlersgrund (ty. Schanzenanlage im Kanzlersgrund, också kallad Hans-Renner-Schanze, Rennsteigschanze eller Schanze am Rennsteig) i Oberhof i södra delen av det tyska förbundslandet Thüringen, består av två backar, stora backen (Hans-Renner-Schanze) med K-punkt 120 meter och backstorlek (Hill Size) 140 meter, och normalbacken (Rennsteig-Schanze) med K-punkt 90 meter och HS 96 meter. Backarna ligger vid den nordvästra, branta sluttningen av det 903,8 meter höga berget Schützenberg i Kanzlersgrund. Backanläggningen användes i världscupen i backhoppning från 1989 till 1998 och sedan i kontinentalcupen i backhoppning och Grand-Prix. Sedan 2003 har världscupen i nordisk kombination arrangerats i backhoppningsanläggningen. Backarna används som nationellt träningscentrum för tysk vintersport och av idrottsgymnasiet i Oberhof.

## Historia
Första hoppbacken i Oberhof restes 1906. Vid Wadeberg byggdes 1908 en annan backe, där "ungdomsbackarna" Thüringenschanze (tidigare Hindenburgerschanze) (K82) och Wadebergschanze (K69) nu ligger. Backhoppningen under Skid-VM 1931 arrangerades i Wadeberg. (Birger Ruud från Norge vann tävlingen före Fritz Kaufmann från Schweiz och Sven Eriksson, senare Selånger, från Sverige.)
Den 23 december 1959 bestämde östtyska socialistpartiet, Tysklands socialistiska enhetsparti (SED) under ledning av Walter Ulbricht att man ville utveckla Oberhof till centrum för nordisk skidsport i DDR. Bland annat ville man bygga en stor hoppbacke för att ge arméns skidförbund Armeesportklub Vorwärts Oberhof (ASK Oberhof) bättre mojligheter för träning och utveckling inför Skid-VM 1962 i Zakopane och olympiska spelen 1964 i Innsbruck.
Stora backen i Kanzlersgrund (eller Schanze am Rennsteig) konstruerades av Dieter Schmidt och Walter Wolf och byggperioden startade 1959. Den 9 januari 1962 invigdes backen (då K90). Backen tillät hopp upp mot 100 meter och räknades som världens fjärde största backe, efter skidflygningsbackarna i Planica, Oberstdorf och Bad Mitterndorf. Walter Ulbricht bestämde att endast DDR-hoppare skulle få hoppa i backen före olympiska spelen 1964. Första internationella tävling i Kanzlersgrund, Internationalen Oberhofer Skispiele, arrangerades första gången 1965 och sedan vartannat år till 1989.
År 1979 försågs backen i Kanzlergrund, som den första stora backen i världen, med plastmattor för att ge bättre träningsmöjligheter inför olympiska spelen 1980 i Lake Placid. Under 1980-talet arrangerades en årlig backhoppningstävling på plast, Internationaler Mattensprunglauf. År 1980 bestämde centralkommittén för idrott i SED att bygga en normalbacke vid sidan av stora backen i Kanzlersgrund. Byggnadsarbetet startade 1985 och backen stod klar 1987. Ombyggnader och moderniseringar har utförts 1979, 1994/1995 och 2000, bland annat för att anpassa backarna efter FIS' regler.
Stora backen i Kanzlersgrund uppkallades 1989 efter den tidigare landslagstränaren och uppfinnaren av plastmattor för hoppbackar, Hans Renner (Hans-Renner-Schanze). Normalbacken kallas oftast  Rennsteigschanze.

## Backrekord
Första officiella backrekordet i stora backen i Kanzlersgrund sattes av Dieter Neuendorf och Dieter Bokeloh, båda från Brotterode under de femtonde DDR-mästerskapen februari 1964 då båda backhopparna mättes till 111,5 meter. Nuvarande officiella backrekord tillhör Anssi Koivuranta från Finland, som hoppade 147,0 meter under en deltävling i världscupen i nordisk kombination 30 december 2005. Backrekordet på plast sattes av Kamil Stoch från Polen under en Sommar-Grand-Prix-tävling 3 oktober 2007 då han hoppade 140,0 meter. I normalbacken är officiellt backrekord 100,0 meter och tillhör Jens Deimel. Backrekord på plast sattes av Georg Hettich som hoppade 99,5 meter 30 augusti 2000.

## Viktiga tävlingar
| Datum            | Vinnare                     | Andra plats                 | Tredje plats                   | Tävling                              |
| ---------------- | --------------------------- | --------------------------- | ------------------------------ | ------------------------------------ |
| 21 januari 1989  | Ole Gunnar Fidjestøl, Norge | Jens Weissflog, Östtyskland | Ingo Züchner, Östtyskland      | Världscup, backhoppning, normalbacke |
| 22 januari 1989  | Jens Weissflog, Östtyskland | Ole Gunnar Fidjestøl, Norge | Jon Inge Kjørum, Norge         | Världscup, backhoppning, normalbacke |
| 12 januari 1991  | Dieter Thoma, Tyskland      | Andreas Felder, Österrike   | Jens Weissflog, Tyskland       | Världscup, backhoppning, stor backe  |
| 28 december 1995 | Mika Laitinen, Finland      | Ari-Pekka Nikkola, Finland  | Jens Weissflog, Tyskland       | Världscup, backhoppning, stor backe  |
| 12 december 1998 | Andreas Widhölzl, Österrike | Martin Schmitt, Tyskland    | Sven Hannawald, Tyskland       | Världscup, backhoppning, stor backe  |
| 1 januari 2003   | Felix Gottwald, Österrike   | Ronny Ackermann, Tyskland   | Mario Stecher, Österrike       | Världscup, nordisk kombination       |
| 30 december 2003 | Ronny Ackermann, Tyskland   | Felix Gottwald, Österrike   | Todd Lodwick, USA              | Världscup, nordisk kombination       |
| 30 december 2004 | Hannu Manninen, Finland     | Ronny Ackermann, Tyskland   | Felix Gottwald, Österrike      | Världscup, nordisk kombination       |
| 30 december 2005 | Hannu Manninen, Finland     | Ronny Ackermann, Tyskland   | Magnus Moan, Norge             | Världscup, nordisk kombination       |
| 30 december 2007 | Magnus Moan, Norge          | Bill Demong, USA            | Petter Tande, Norge            | Världscup, nordisk kombination       |
| 27 december 2008 | Magnus Moan, Norge          | Todd Lodwick, USA           | Anssi Koivuranta, Finland      | Världscup, nordisk kombination       |
| 28 december 2008 | Anssi Koivuranta, Finland   | Todd Lodwick, USA           | Jason Lamy-Chappuis, Frankrike | Världscup, nordisk kombination       |
| 2 januari 2010   | Hannu Manninen, Finland     | Felix Gottwald, Österrike   | Jason Lamy-Chappuis, Frankrike | Världscup, nordisk kombination       |
| 3 januari 2010   | John Spillane, USA          | Felix Gottwald, Österrike   | Björn Kircheisen, Tyskland     | Världscup, nordisk kombination       |